# Sergei Pawlowitsch Tolstow

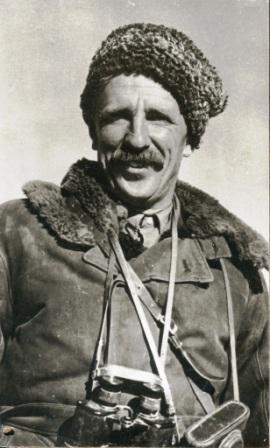
Sergei Pawlowitsch Tolstow

Sergei Pawlowitsch Tolstow (russisch Сергей Павлович Толстов, wiss. Transliteration Sergej Pavlovič Tolstov; * 12.jul. / 25. Januar 1907greg. in Sankt Petersburg; † 28. Dezember 1976 in Moskau) war ein sowjetischer Archäologe, Ethnograf und Historiker.
Tolstow wurde am 25. Januar 1907 als Sohn eines Kosakenoffiziers in Sankt Petersburg geboren. Seit 1923 studierte er an der Staatlichen Universität Moskau, an der er von 1939 bis 1951 auch einen Lehrstuhl als Professor für Ethnologie erhielt. Von 1943 bis 1945 war er Dekan der Historischen Fakultät. Im Jahr 1942 wurde er Direktor des Ethnographischen Instituts der Akademie der Wissenschaften der UdSSR, deren korrespondierendes Mitglied er 1953 wurde. 1956 wurde er zum korrespondierenden Mitglied der Deutschen Akademie der Wissenschaften zu Berlin gewählt, ab 1969 war er auswärtiges Mitglied.
Er beschäftigte sich vor allem mit der Erforschung Zentralasiens und grub dort einige wichtige Orte (Angka-Kala, Koj-Krylgan-Kala, Toprak-kala, Ayaz-Kala, Jakke-Parsan) aus. Zu seinen Mitarbeitern gehörten Jelena Nerasik und Weronika Woronina.